# Sava (rivier)
De Sava (Hongaars: Száva, Duits: Save, Servisch: Сава) is een rivier in Zuidoost-Europa. Met een lengte van 940 km is het de grootste rechterzijrivier van de Donau. De Sava wordt vaak beschouwd als de noordelijke grens van de Balkan. De rivier begint in de Julische Alpen in Slovenië en stroomt vervolgens in oostelijke richting via Kroatië en Bosnië en Herzegovina naar Servië, waar ze bij Belgrado de Donau bereikt.
De eigenlijke Sava begint bij Radovljica in Slovenië, waar zich twee bronrivieren verenigen: de noordelijke Sava Dolinka, die van Zelenci vlak bij het Sloveens-Italiaans-Oostenrijkse drielandenpunt komt, en de Sava Bohinjska, die in het Meer van Bohinj aan de voet van de Triglav ontspringt.
De rivier passeert de Kroatische hoofdstad Zagreb en is vanaf Sisak voor grotere schepen te bevaren. De Sava vormt vervolgens over grote afstand de Kroatisch-Bosnische grens.

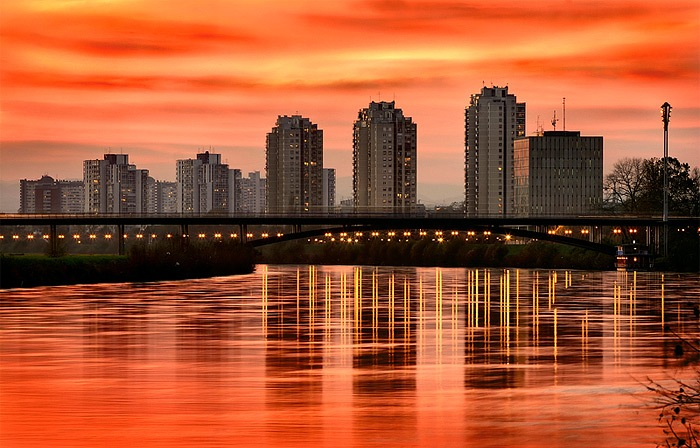
Zagreb gezien vanaf de Sava bij zonsopgang
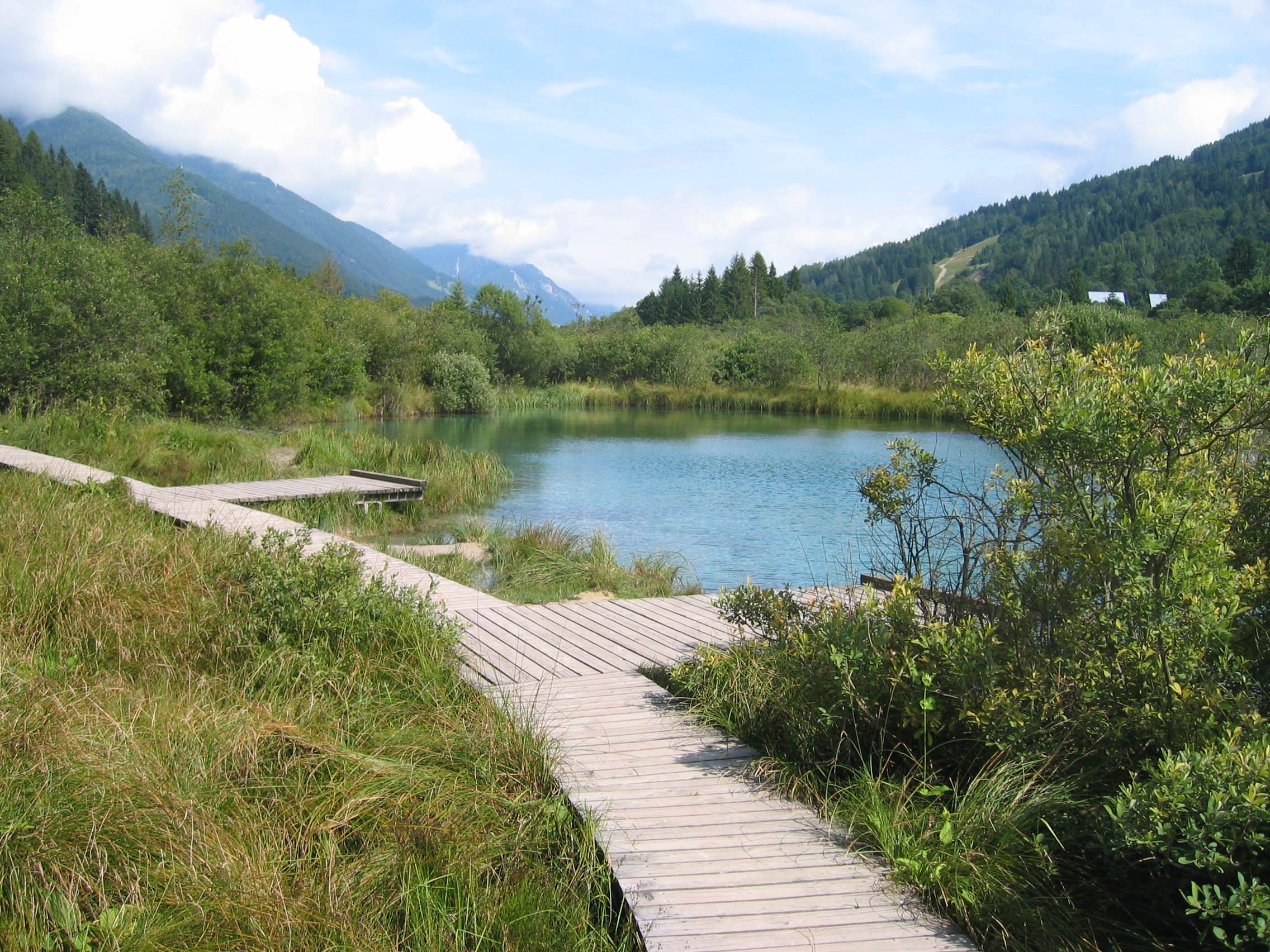
De Zelencibronnen van de Sava Dolinka
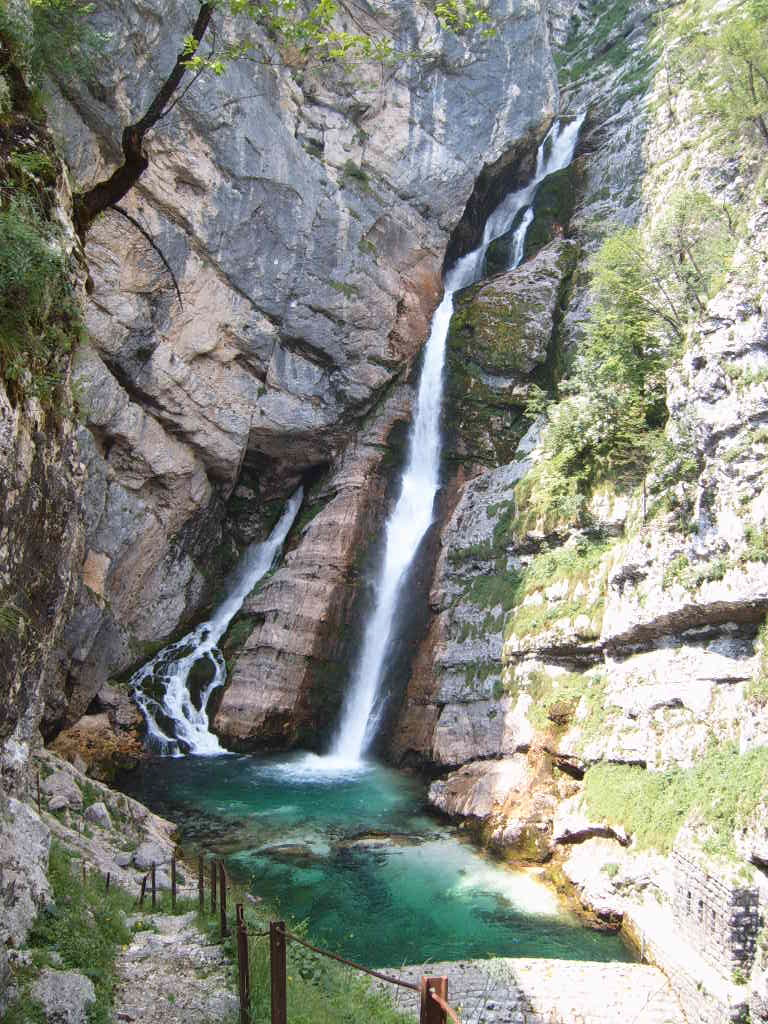
De Savica-waterval, een van de bronnen van de rivier

- Bibliothèque nationale de France: cb16716117v (data)
- Gemeinsame Normdatei: 4250545-8
- Nationale Bibliotheek van Tsjechië: ge800212
- Système universitaire de documentation: 132634872
- Virtual International Authority File: 110144647643939724008